# Gunnleifur Gunnleifsson
Gunnleifur Vignir Gunnleifsson (* 14. Juli 1975 in Akranes) ist ein ehemaliger isländischer Fußballspieler auf der Position des Torhüters.
Gunnleifur spielte, abgesehen von einer kurzen Unterbrechung beim FC Vaduz, während seiner gesamten Karriere bei verschiedenen isländischen Vereinen. Zuletzt war er lange Jahre Stammtorhüter beim Erstligisten Breiðablik Kópavogur. Erst mit 45 Jahren beendete er im Jahr 2020 seine Karriere.
Für die isländische Fußballnationalmannschaft bestritt er seine ersten drei Spiele in den Jahren 2000 und 2001. Nach einer langen Pause kam er von 2008 bis 2010 zu regelmäßigen und nachfolgend bis zu seinem letzten Spiel im Jahr 2014 zu sporadischen Einsätzen. Bis zu seiner Nichtberücksichtigung für die Fußball-Europameisterschaft 2016 stand er zudem noch regelmäßig als Ersatztorhüter im isländischen Kader. Insgesamt absolvierte er 25 offizielle Länderspiele.

## Erfolge
- Isländischer Meister 1999 mit KR Reykjavík und 2012 mit FH Hafnarfjörður
- Isländischer Pokalsieger 1999 mit KR Reykjavík und 2010 mit FH Hafnarfjördur
- Isländischer Ligapokalsieger 1998 mit KR Reykjavík und 2013 und 2015 mit Breiðablik Kópavogur
- Liechtensteiner Pokalsieger 2009 mit dem FC Vaduz[4]